# Табо Сефолоша
Табо Патрик Сефолоша (енгл. Thabo Patrick Sefolosha; Веве, 2. мај 1984) бивши је швајцарски кошаркаш. Играо је на позицијама бека и крила.
Изабран је у 1. кругу (13. укупно) НБА драфта 2006. од стране Филаделфија севентисиксерса. Сефолоша је живео у неколико земаља и због тога говори три језика (италијански, француски и енглески). Рођен је у Швајцарској од мајке Швајцаркиње и оца Јужноафриканца.

## Европа
Као млади играч, Сефолоша је наступао за јуниорску репрезентацију Швајцарске. Са 17 година започео је професионално играти кошарку за швајцарску екипу Теге Ривијера баскет. Једном приликом, када је Сефолоша са својом екипом путовао у Француску, играча је спазио тамошњи скаут те га довео у француски тим Елан Шалон. Прву сезону у француској екипи, Сефолоша је провео у њиховом У-21 тиму, преко које се долази до прве екипе. Добрим играма, Сефалоша већ следеће сезоне улази у први тим, где је наступао према „саставу ротације“. У 30 одиграних утакмица, имао је просек од 4 коша, 3,5 скока те једном асистенцијом по утакмици. Следеће сезоне, Сефолоша игра у стартној петорци те је помогао екипи у освајању трећег места француског првенства. Екипа је дошла до полуфинала плејофа. Кроз ту сезону, швајцарски кошаркаш направио је просек од 9,4 кошева, 7 скокова и једном крађом за 30,7 минута игре по утакмици.
Пре почетка нове сезоне, због играчевог уговора, дошло је до спора између Сефолоше и францусог тима. Менаџер играча и председник клуба нису могли пронаћи заједнички договор везан за нови уговор, тако да Сефолосша потписује за италијанску екипу Анђелико Бјела.

## НБА

### Чикаго булси
На НБА драфту 2006. Филаделфија севентисиксерси узели су Сефолошу у првој рунди драфта као 13. пик. Након тога, филаделфијски састав мењао га је за 16. пика Чикаго булса (Родни Карни).
Сефолоша је за веб страницу Булса изјавио: Изненађен сам (мислећи на драфт) кад је неко изјавио да сам следећи који ће бити изабран. Мислио сам да је погрешио или нешто слично. Но неколико минута касније, добио сам информацију да не само да ћу бити изабран, него и мењан у Чикаго, због чега сам стварно узбуђен.
Након што се завршила Летња НБА лига, ЕСПН је питао неколико НБА скаута да рангирају играче који су играли у Летњој лиги. Сефолоша је као играч био високо рангиран према избору скаута. Скаути су свој одабир Сефолоше објаснили следећим речима: Он је једноставно одличан у свему. Табо Сефолоша је у могућности да одмах допринесе игри Булса.

### Оклахома Сити тандер
Дана 19. фебруара 2009. Чикаго булси врше трејд са Оклахома Сити тандером. Тако Сефолоша одлази у Оклахому, а Чикаго добија право на први пик на драфту 2009. Чикаго булси су искористили тај пик за довођење Таџа Гибсона. Добрим играма у дресу Тандера, Сефолоша је уврштен у другу најбољу дефанзивну петорку лиге 2009/10. У 2012. години Сефолоша је са Тандерима стигао до НБА финала, али је тамо поражен од Мајами Хита.

### Фенербахче Улкер
Током НБА локаута 2011. године Сефолоша је потписао у Турској за Фенербахче Улкер али само за евролигашке мечеве. Имао је клаузулу да по престанку локаута може да се врати у Оклахому што је и искористио. За Фенербахче је одиграо укупно седам мечева у Евролиги постижући просечно 11,4 поена 6 скокова за 26,3 минута по утакмици.

## Успеси

### Појединачни
- Идеални одбрамбени тим НБА — друга постава (1): 2009/10.